# Metroid Prime 2: Echoes
Metroid Prime 2: Echoes é um jogo eletrônico de  ação-aventura desenvolvido pela Retro Studios e publicado pela Nintendo para o Nintendo GameCube em novembro de 2004 na América do Norte e na Europa e em maio de 2005 no Japão. É o sétimo jogo da série Metroid, sendo uma sequência direta de Metroid Prime, e é o primeiro jogo na série com modo multijogador.
Cronologicamente, Metroid Prime 2: Echoes é o quarto jogo da série, dentro do universo ficcional da mesma. A historia segue a caçadora de recompensas Samus Aran depois que lhe é ordenado salvar os Fuzileiros da Federação Galática de uma nave perto de Aether, um planeta habitado por uma raça conhecida como luminoth. Lá, ela descobre que as tropas foram chacinados pelos ing, uma raça inimiga que veio de uma dimensão paralela de Aether. O objetivo de Samus é, então, viajar para três templos para assegurar a destruição dos ing, enquanto batalha contra os Piratas Espaciais e a sua misteriosa doppelgänger, Samus Negra.
A Retro Studios decidiu fazer o jogo diferente de seu predecessor adicionando um foco maior no enredo e incluindo novos elementos de jogabilidade. Para promover o jogo, a Nintendo lançou uma campanha de marketing viral que incluiu vários websites escritos como se estivessem dentro do universo da série Metroid. O modo de jogo para um jogador e os gráficos de Echoes foram elogiados pelos críticos, enquanto o nível de dificuldade elevado e os elementos multijogadores do jogo encontraram uma recepção menos positiva. Desde seu lançamento, Echoes já recebeu vários prêmios da industria dos jogos eletrônicos, assim como lugares em listas de "melhores jogos" da Nintendo Power e da IGN. Mais de 800 mil copias do jogo foram vendidas mundialmente. Em 2009, uma versão melhorada foi lançada para o Wii como um jogo standalone no Japão e como pate da compilação Metroid Prime: Trilogy internacionalmente.
Echoes ganhou um prêmio em quase todas as categorias para as quais foi indicado nos prêmios da Nintendo Power em 2004, e ganhou prêmios de Melhor Jogo para GameCube de 2004 da IGN, Electronic Gaming Monthly, e GameSpy. O jogo foi vice-campeão na categoria Melhor Jogo de Ação e Aventura da GameSpot de 2004 em todas as plataformas. Foi classificado como o 174.º melhor jogo feito para um console da Nintendo na lista dos 200 melhores jogos da Nintendo Power, o 15.º melhor jogo para GameCube pela IGN, e o 13.º melhor pela GameSpy.